# Shewry Peak
Shewry Peak är en bergstopp i Antarktis. Den ligger i Västantarktis. Argentina, Chile och Storbritannien gör anspråk på området. Toppen på Shewry Peak är 1 065 meter över havet.
Terrängen runt Shewry Peak är varierad. Havet är nära Shewry Peak åt sydost. Trakten är obefolkad. Det finns inga samhällen i närheten. 